# 세베르나야드비나강

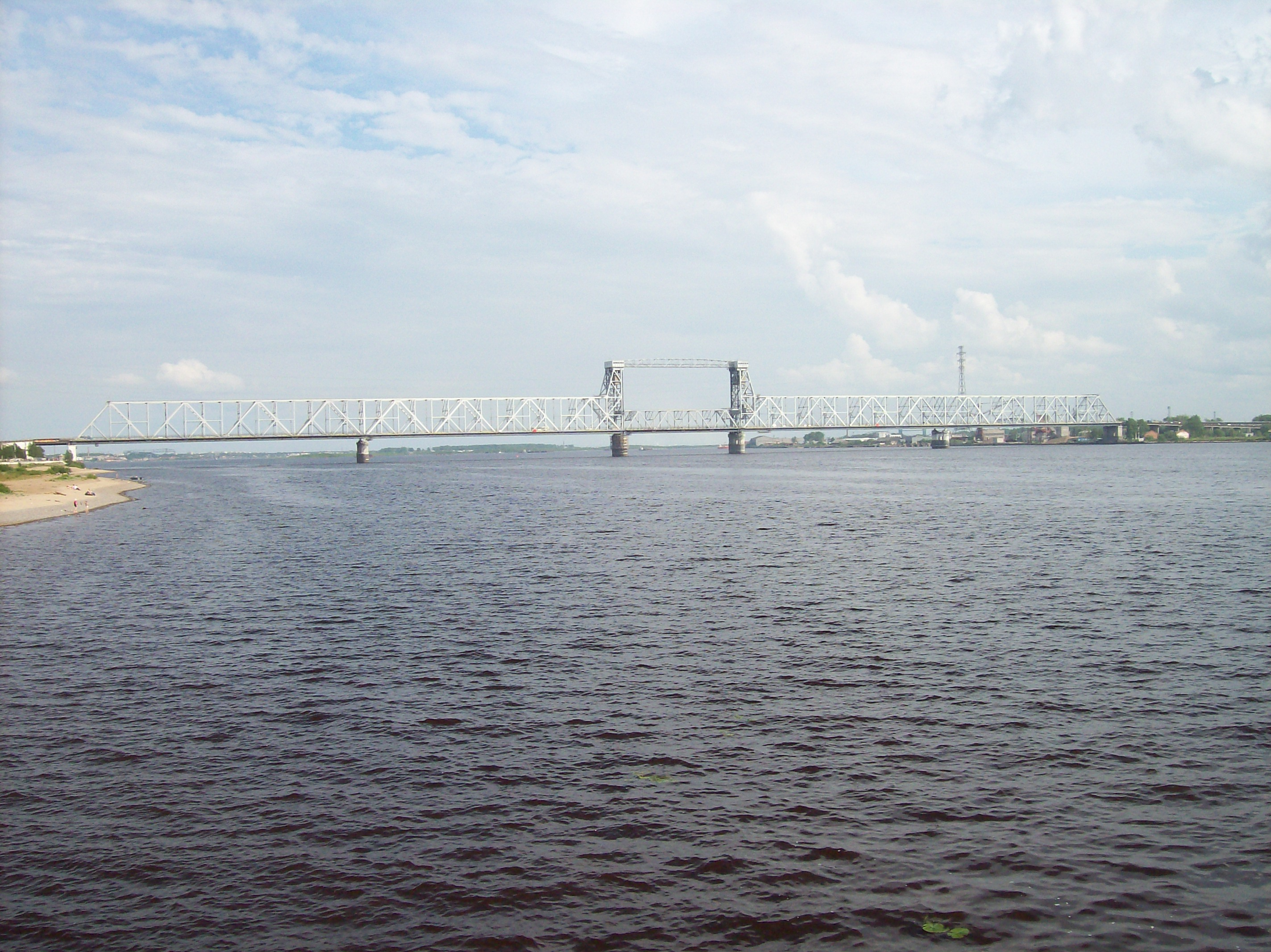
세베르나야드비나강

세베르나야드비나강(러시아어: Се́верная Двина́), 또는 북드비나강은 볼로그다주와 아르한겔스크주를 흐르다 백해의 드비나만으로 흘러들어가는 강이다. 유역 길이는 462마일이다. 자파드나야드비나강(다우가바강)과는 다른 이름이다.
세베르나야드비나강은 세베르나야드비나 운하로 볼가-발트해 수로와 연결되어 있다.

## 세베르나야드비나강의 도시
- 벨리키우스튜크
- 코틀라스
- 노보드빈스크
- 아르한겔스크
- 세베로드빈스크

## 세베르나야드비나강의 지류
- 세베르나야드비나강은 수호나강과 유크강에서 발원을 한다.
- 피네가강
- 웁튜가강
- 바가강
- 비체그다강
- 옘차강